# Dona d'aigua
|  | Aquest article tracta sobre el mite. Si cerqueu l'òpera, vegeu «La dona d'aigua». |

Una dona d'aigua (també dita dona de fum i d'aigua, encantada, aloja, goja o paitida) és un ésser de la mitologia catalana, figura femenina que habita en indrets com estanys, torrents, salts d'aigua, fonts boscanes, gorgs, deus i grutes humitoses amb degotalls de pedra, on hi ha corrents d'aigües i llacs subterranis.
L'origen d'aquest mite és anterior a la dominació dels territoris de l'actual Catalunya per l'Imperi Romà i és desconegut en gran manera, arribant fins avui dia influït per esdeveniments i creences posteriors.
En tots els llocs on hi ha llegendes de les dones d'aigua són comunament éssers femenins, rodejades de misteri, que vesteixen túniques i que les renten a la nit, que es pentinen els seus llargs cabells, que són de bellesa notòria, que poden conviure amb un home quan se n'enamoren i l'afavoreixen amb riqueses fins que l'home trenca el secret fent públic que la seva parella és una dona d'aigua, moment en què deixa de ser ric, perd la seva companya i veu la seva vida convertida en una calamitat. De manera similar agraeixen favors d'altri amb regals secrets que pot convertir-se en or o en carbó segons si es manté el secret sobre la dona d'aigua que li ha regalat. D'altres llegendes afirmen que la riquesa s'obté si es pot agafar una peça de roba d'una encantada, que la posa a assecar després de rentar-la a l'aigua.
Es diu que se les pot observar amb facilitat a la Nit de Sant Joan, però normalment només se les pot observar d'amagat, com espiant un misteri, en nits de lluna plena. Sobre les encantades hi ha llegendes en la literatura mitològica catalana.
Segons la Gran Enciclopèdia Catalana, la dona d'aigua
| « | És una derivació del mite de l'esperit de les aigües, present en totes les cultures, amb elements que l'aproximen a les variants germàniques d'aquest mite. | » |

## Denominacions
El mateix mite se’l troba amb diversos noms: aloges a l'extrem oriental del Pirineu, paitides i encantades al Montseny, dones de fum (també llufes) a l'alta muntanya. Al País Basc, tant a la zona espanyola com a la francesa, es coneix amb el nom de lamia (mot amb diversos derivats), personatge femení amb les característiques de les dones d'aigua. El mot lamia/lamina forma part d'alguns topònims a la geografia basca.
El nom paitida és d'origen incert i només se'n troba una menció a l'Enciclopèdia Catalana. A Viladrau hi ha la Font de les Paitides al veïnat de les Paitides. Guerau de Liost dona a les paitides el tracte de dones d'aigua amb un important rol al seu poema «La muntanya d'ametistes».
Pel que fa a les encantades, apareixen amb aquest nom en tradicions orals i llegendes pròpies de diverses zones de la península Ibèrica. En essència, les llegendes sobre encantades narren l'aparició d'una jove bellíssima pentinant la seva llarga cabellera amb una pinta d'or, pels volts de la nit de Sant Joan i a la rodalia d'un castell, cova o un altre paratge natural carregat de fort simbolisme. La trobada amb ella pot suscitar un encantament de l'espectador que, generalment, sol ser un pastor o un pagès. «L'Encantada», com se l'anomena sovint en aquestes llegendes populars, és una figura íntimament relacionada amb altres personatges mitològics a banda de les dones d'aigua catalanes (com ara les lamina basques, les anjanes i xanes de la cornisa Cantàbrica i les moures gallegues), així com amb la deïtat ancestral basca Mari. De fet, aquesta i d'altres, en essència, són versions diferents de la mateixa narració però adaptades als corresponents entorns culturals.

## Interpretació del mite

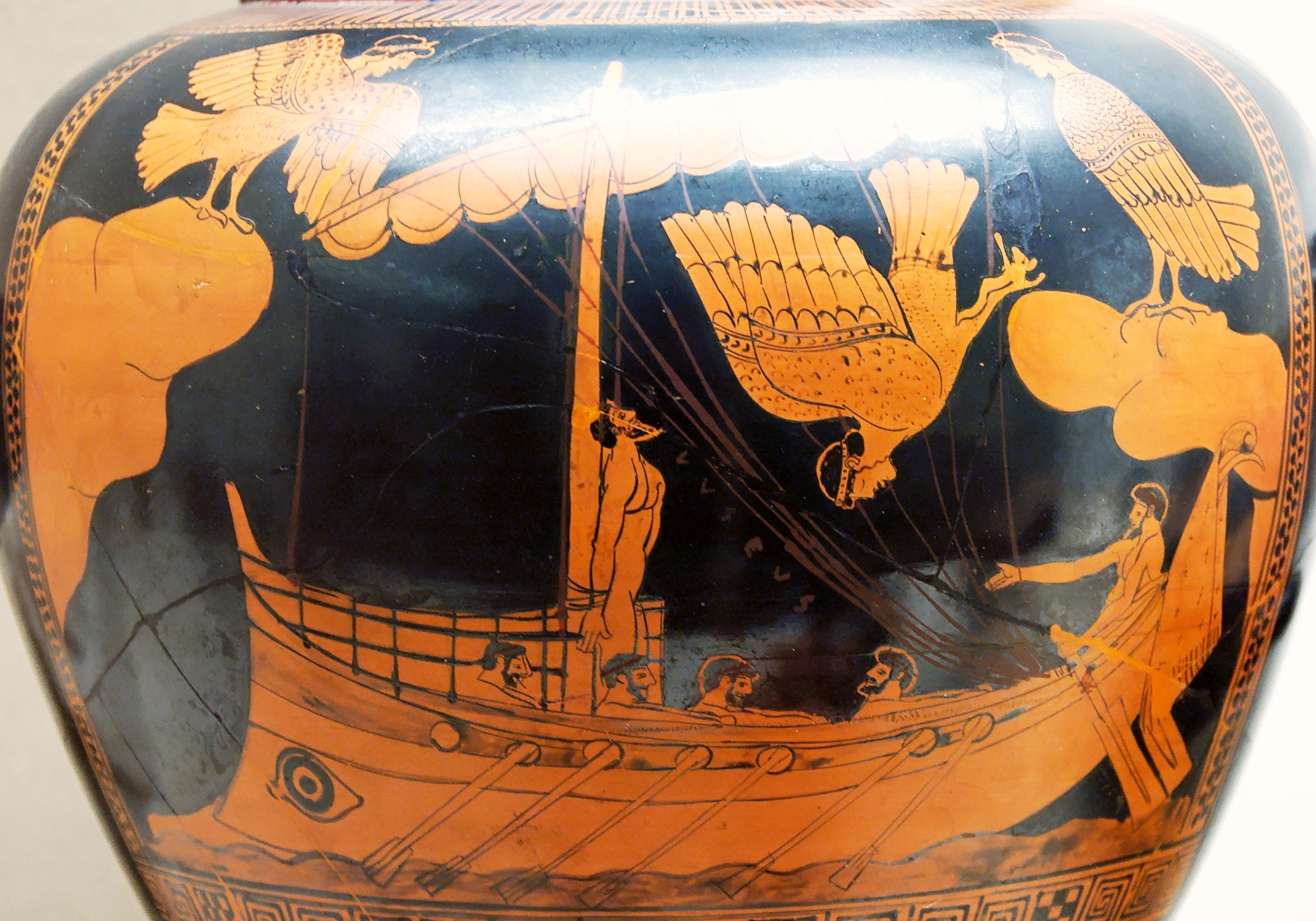
Ulisses i les sirenes (ceràmica àtica, Museu Britànic).

Entre altres llegendes, trobem la de la dona d'aigua del Gorg Negre de Gualba, la llegenda de «Les Fades d'Aigua de La Foradada» de Cantonigròs (l'Esquirol), nombroses llegendes d'encantades, etc. En moltes d'aquestes llegendes hi trobem la relació d'una dona d'aigua amb algun home del món real. Hi ha opinions oposades respecte a la bondat o la malvestat de les dones d'aigua que apunten a la incògnita sobre el que les enutgen o complauen. També es detecta en la interpretació del comportament de les dones d'aigua la reserva-misteri amb la qual es fan moltes aproximacions al món femení, particularment quan es fan des d'un punt de vista masculí.
Tot i que existeixen múltiples variants locals amb llegendes sobre encantades per tot Espanya, totes tenen en comú una sèrie d'elements característics: la protagonista (una jove de llarga cabellera), el moment temporal (nit de Sant Joan), l'activitat (pentinant-se) i altres elements (mirall, pinta, generalment d'or, noces). La història de l'encantada, en si mateixa, enfonsa les seves arrels en un temps en què els coneixements i la pròpia història de les societats humanes es transmetia de manera oral i reflecteixen manifestacions del passat de difícil explicació avui dia. L'Encantada recorda a les nimfes de la mitologia grega (figures femenines joves de gran bellesa que s'apareixen al costat de l'aigua). En moltes d'elles també es poden intuir els precedents dels contes infantils (joves de gran bellesa física i espiritual són encantades per algun poder maligne i queden tot esperant algun heroi valerós que trenqui el seu encanteri amb una bella acció). Les similituds entre els relats suggereixen un contacte cultural, potser des de la prehistòria.
Les trobades amb Mari, les moures i les encantades, en general, no són positius per a l'espectador; encara que existeix una certa graduació entre el terrible caràcter de Mari i la possibilitat de quedar fetillat o fetillada de les encantades. Moltes d'aquestes últimes donen la possibilitat de la salvació per a les persones que es troben amb elles triant un, entre diversos objectes; si bé és ressenyable el caràcter d'alguna d'elles, com la de Villarrobledo, que la seva sola mirada (en clara al·lusió a les lamies i la Santa Compaña) li pot servir per alliberar-se i deixar a l'infeliç espectador ocupant el seu lloc.
La relació de les llegendes d'encantades amb la Xtabay maia suggereix una presència antiquíssima i gairebé universal del mite o una possible difusió transatlàntica, bé a través dels processos de colonització europea d'Amèrica, en el procés invers mitjançant la importació de llegendes dels pobles indígenes d'Amèrica, o bé tractant-se d'una tradició d'anada i tornada.

### Símbols

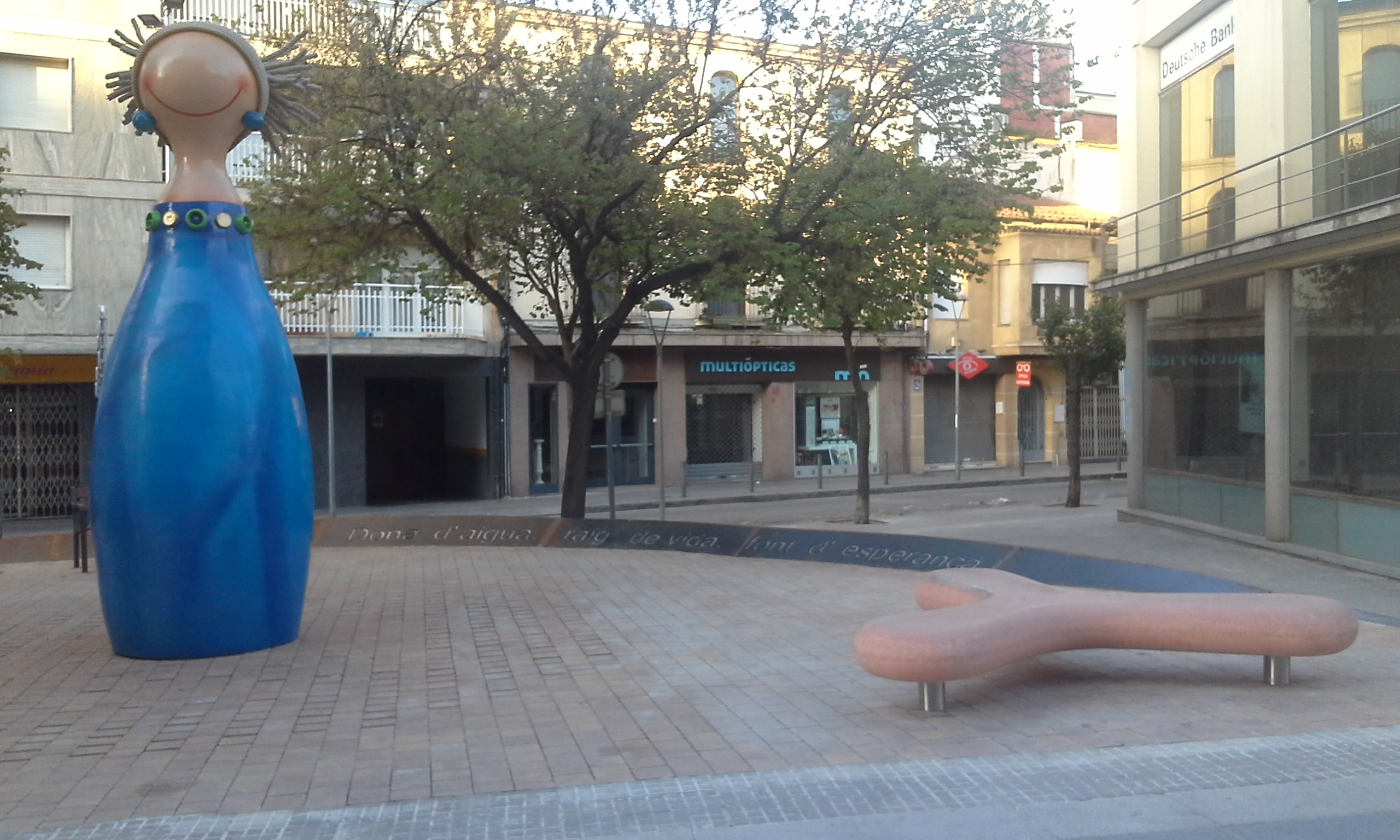
Monument a la Dona d'aigua a Mollet del Vallès

Cova
Associades amb la terra i el món subterrani, el significat simbòlic de les coves tradicionalment s'ha relacionat amb els misteris del naixement i de la mort. Com a entrada als inferns o al món dels morts, van ser utilitzades des del Paleolític com a llocs d'enterrament. Però les grutes són també representacions del ventre generador de la Mare Terra, la qual cosa les convertia en llocs de naixement dels déus, herois, esperits i altres éssers mitològics. Al seu torn, aquesta confluència de la vida i la mort les suposa com a ubicacions idònies per a la realització dels ritus de mort iniciàtica. La seva importància simbòlica intercultural i intertemporal és notable, ja que el propi Jesucrist és sepultat en una cova i Orfeu prop a la seva estimada Eurídice recorrent una cova (L'Hades).
Mirall
Està relacionat amb la Lluna, un altre símbol femení, i apareix en nombroses llegendes i contes folklòrics de caràcter màgic i mitològic. Suscita aparicions bé sigui del passat o visions del futur. Genèricament el mirall és considerat com una porta de l'ànima a través de la qual, per dissociació, pot entrar en una altra dimensió. Apareix i té un gran protagonisme en l'obra de Lewis Carroll, A través de l'espill. No apareix en totes les versions de la Llegenda de l'Encantada.
Nit de Sant Joan
Data màgica espanyola per excel·lència doncs, es diu que les fades espanyoles solen tenir especial predilecció per la Matinada de Sant Joan. Són un gran nombre les llegendes, romanços, tradicions i mites relacionats amb el 24 de juny, davant l'arribada del solstici d'estiu en l'hemisferi nord (solstici d'hivern en l'hemisferi sud). És considerada la gran nit de l'amor, els oracles, l'endevinació i la fertilitat. Coincidint aproximadament amb la Nit de Sant Joan, des de temps preromans s'han realitzat a Espanya diverses celebracions en les quals el foc, en forma de fogueres o lluminàries, juga un important paper. S'ha interpretat que amb aquesta acció es pretenia "donar més força al sol" que, a partir d'aquests dies, anava fent-se més "feble" (els dies es van fent més curts fins al solstici d'hivern). El fet d'adscriure's sota l'advocació del Baptista, és la mostra de la cristianització última d'un ritu pagà que sembla haver resistit successivament les influències de la religió romana, paleocristiana, musulmana i, novament, cristiana.
Pinta
Antropològicament, el símbol de la pinta està emparentat amb el del vaixell (de rems). És molt gran el parentiu lineal entre ambdós i representen la penetració mútua dels elements aigua i foc. La pinta és un atribut d'éssers fabulosos de naturalesa femenina, com làmies i sirenes, cap la relació de la pinta amb la cua descarnada del peix i el conseqüent significat mortuori.

## En la literatura

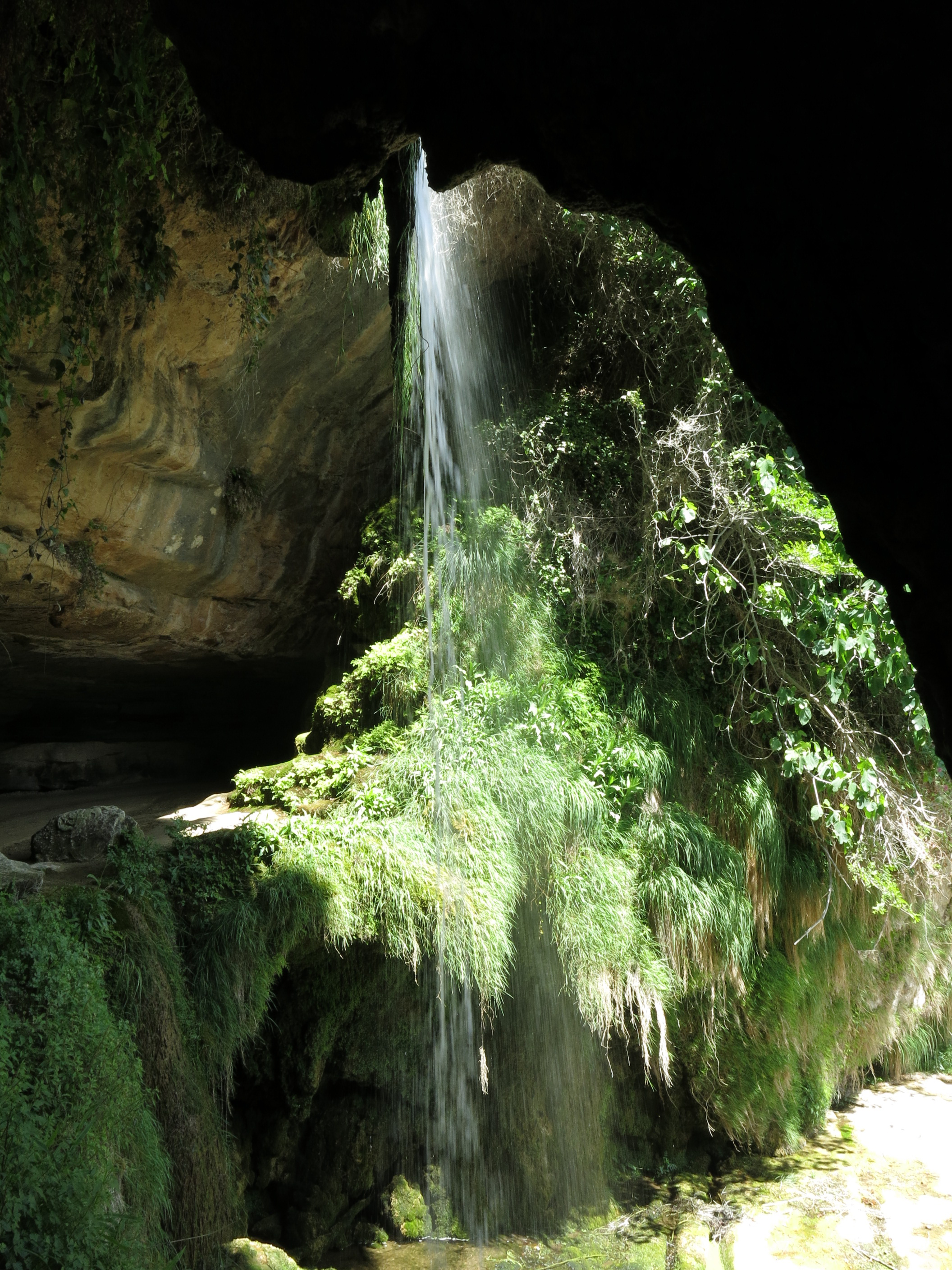
Salt d'aigua del Tenes (Sant Miquel del Fai)

Es troben relats i llegendes i un poema líric (amb música de Cassià Casademont) sobre les dones de fum i d'aigua en la Vall del Tenes. Apel·les Mestres va crear el poema Liliana, cant romàntic a la Naturalesa, amb dibuixos del mateix autor, on es presenta Liliana als tres gnoms que la descobreixen, quan surt de l'aigua d'un estany, dient: (text original)
| « | Al fons del fons de l'aigua, allà ont el Sol no abrusa; allà ont el vent no açota ni les tempestes brunzen; allà ont és iris l'ombra y és el silenci música; ont tot hi viu en somnis, ont tot suaument ondula, ont se teixeix dels lliris la delicada túnica, allà he nascut; dels lliris só germana y el meu nom és Liliana. | » |

Al poema Canigó, de Jacint Verdaguer, hi ha nombroses referències a una dona d'aigua, de nom Flordeneu, que enamora el cavaller Gentil, nebot del comte Guifré, a més d'altres goges (les de Mirmanda, Galamús i Lanús) i fades (les de Ribes, Fontargent, Roses i Banyoles) relacionades amb gorgs, estanys i altres llocs d'aigua. En lloc de complir la seva missió guerrera, l'amor de Flordeneu fa que Gentil oblidi el seu compromís, la qual cosa causa la derrota dels cristians contra els musulmans, i com a conseqüència posteriorment mor.
A Solitud, de Caterina Albert, hi surt un episodi contat per un pastor sobre una ‘encantada’ de nom Floridalba.
La novel·la Dones d'aigua, hòmens de fang de Toni Cucarella, publicada el 2013, barreja el mite i el món llegendari popular amb una crua història ambientada en la postguerra espanyola. L'obra és una ampliació d'un monòleg teatral que l'autor havia escrit per al grup "Amuntavall Teatre" i la seva actriu Rosa Barberà.
Na Ruixa Mantells és descrita per primer cop per Miquel Costa i Llobera. Allí apareix com una fada d’aigua amb trets típics d'una sirena homèrica però també amb un caire propi de les fades del folklore de les Illes Balears i Catalunya. Es diu que viu a les coves d'un lloc indeterminat (suposadament, a la Badia de Pollença). Així mateix, porta un ample mantell blau amb el qual captura els mariners enmig de les tempestes.

## En la tradició oral
Hi ha nombroses tradicions i llegendes orals amb històries sobre encantades que s'han mantingut vives en l'imaginari popular arreu de la península ibèrica. Tot seguit se'n recull una mostra.

### Aketegi (Zegama)

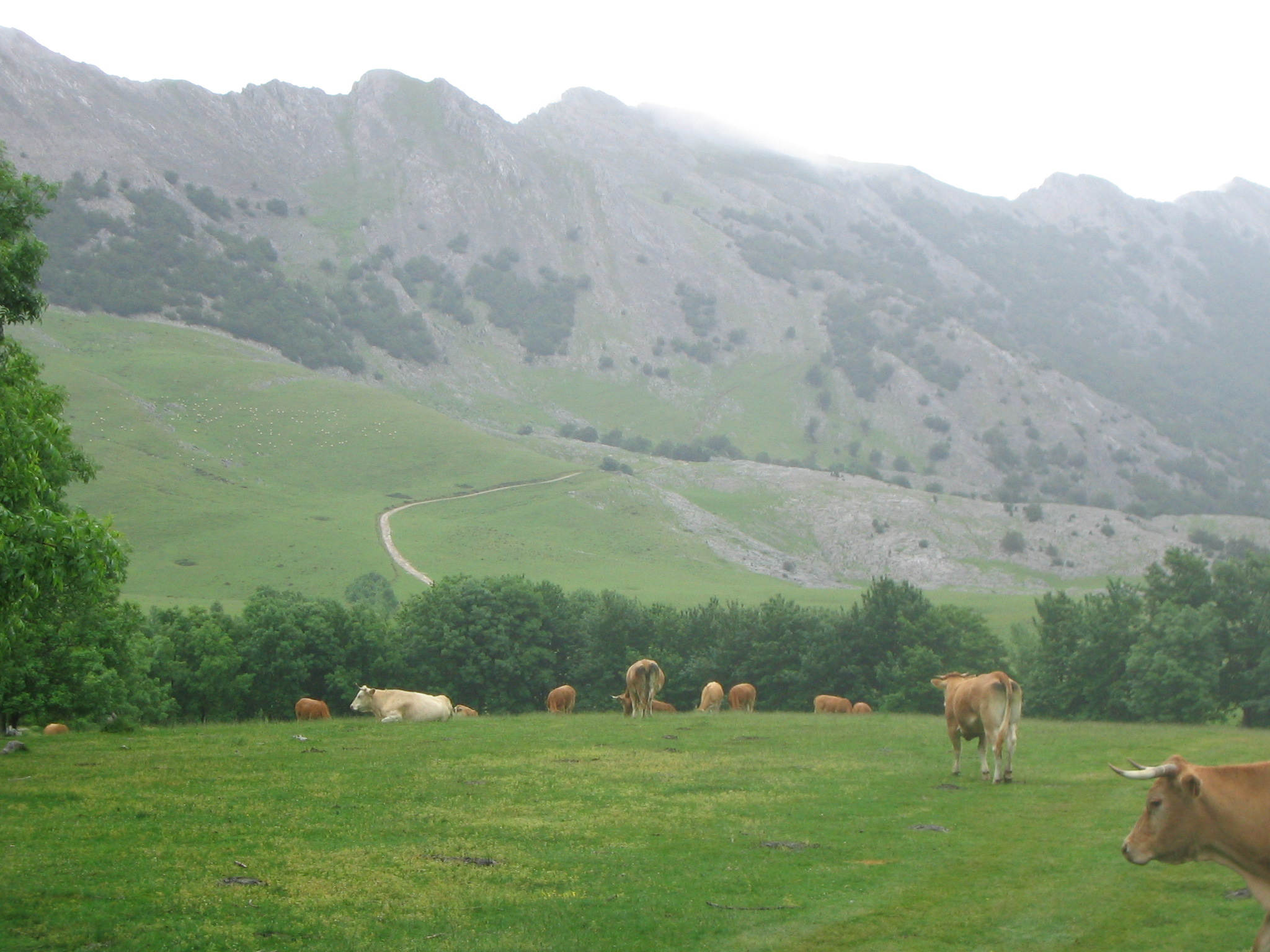
Vistes de l'Aketegi

| «                                          | Un pastor es va acostar un dia a la boca de l'espantosa cova que s'obre en la part oriental de la cresta de l'Aketegi. Havia sentit que Mari habitava aquella fosca caverna i que només es deixava veure quan sortia a l'entrada a pentinar-se la seva bella cabellera. | » |
| — Recopilat per José Miguel de Barandiarán | |   |

### Baza
| «                             | Al riu de Baza, a un quilòmetre aproximadament de la carretera de Múrcia-Granada, hi ha una terrera amb unes quaranta o cinquanta coves amb diverses finestres, anomenada Terrera dels Argálvez, on expliquen els més vells del lloc, que tots els dies de Sant Joan, en sortir el sol treia el cap per les finestres una dona bruna amb el pèl molt llarg i que any rere any augmentava la curiositat per veure-la, fins que un dia de Sant Joan, que ningú sap la data exactament en sortir el sol va treure el cap per una de les finestres de la cova, amb una pinta a la mà dreta i una daga a la mà esquerra i dirigint-se cap a un senyor que esperava, li va dir: què vols: la dama, la pinta o la daga?, al que el senyor va contestar: la daga. Ella llavors li va dir: doncs amb ella et travessin l'ànima, perquè m'has encantat per a un altre tant temps! | » |
| — Recopilat per Antonio Selva | |   |

### Benamor (Moratalla)

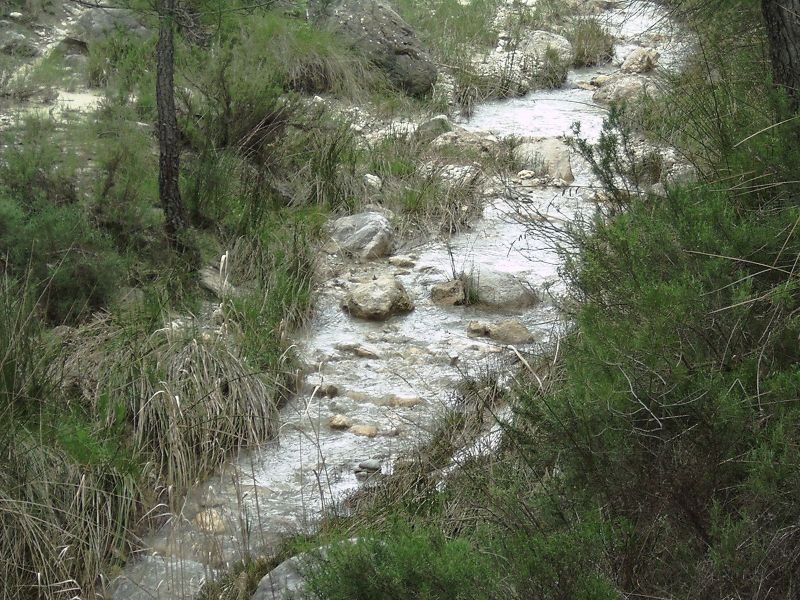
Rierol Benamor.

| «                                   | Als temps visigòtics, aquelles terres de Moratalla havien teixit una altra història d'amor; estant la princesa Ordelina promesa en matrimoni amb el noble Sigiberto, va infringir instants abans de les noces la seva paraula, per casar-se amb Hiliberto, el seu rival. Van contreure el vincle en vespres de Sant Joan, però el matrimoni no va quedar consumat perquè a mitjanit moria sobtadament Ordelina, quedant condemnada la seva ànima a vagar en pena eternament, a causa del perjuri, cobrant figura humana només i en cada any, la nit de Sant Joan, quan la destinació li permetia sortir de la tomba per pentinar-se els seus llargs cabells en el rierol de Benamor. | » |
| — Recopilat per Juan García Abellán | |   |

### Coy
La nit de Sant Joan una princesa mora vestida de blanc i amb llarg cabell surt de la cova de la "Encantá" a pentinar-se i rentar-se la cara al brollador de la Fuente. Antany la gent no sortia al carrer aquesta nit pel temor a quedar encantat. La cova es troba en el Cabezo de la Encantá, on existeixen restes d'una antiga torre de vigilància de l'època medieval que al costat del castell de Coy formaven part de construccions defensives de Campo Coy.

### Las Camarillas (Hellín)
| «                             | A la matinada del dia de Sant Joan (24 de juny), solia aparèixer una dama molt blanca amb el pèl molt llarg i ros al peu de la cova de La Camareta, a la vora del camí de la Junta dels Rius, molt proper al riu Mundo, asseguda en una pedra i pentinant-se amb una pinta d'or, preguntant, si algú passava per allí, sobre què li agradava més, si la pinta o ella. Diuen que una vegada va passar un pastor i en fer-li la pregunta aquest va respondre que la pinta, exclamant ella: maleït siguis, que per la teva culpa seguiré encantada! | » |
| — Recopilat per Antonio Selva | |   |

### Manzanares el Real
La Cueva de la Mora de La Pedriza, Manzanares el Real (Madrid), recorda a històries que es repeteixen al llarg de la geografia espanyola que hi ha hagut possiblement a la llarga ocupació musulmana. Existeix una altra llegenda amb aquest títol, recollida per G. A. Bécquer en les seves Llegendes, situat en la localitat navarresa de Fitero.
La cova, de difícil accés, es troba prop del refugi Giner de los Ríos, concretament enfront de la seva façana principal i a l'est de la Peña Sirio. Sembla que la filla d'un ric àrab va quedar embarassada d'un jove cristià. Davant aquesta situació va ser segrestada i retinguda pels seus familiars musulmans a l'interior d'aquesta cova. Van passar els anys i el cavaller cristià no va tornar més, malgrat l'anhelada espera per part de la jove, per la qual cosa, segons les creences de la gent, de tant en tant, l'ànima de la rancorosa jove ronda vagant entre les formacions rocoses i tarteres tractant de buscar al seu amor perdut.

### Paterna del Madera

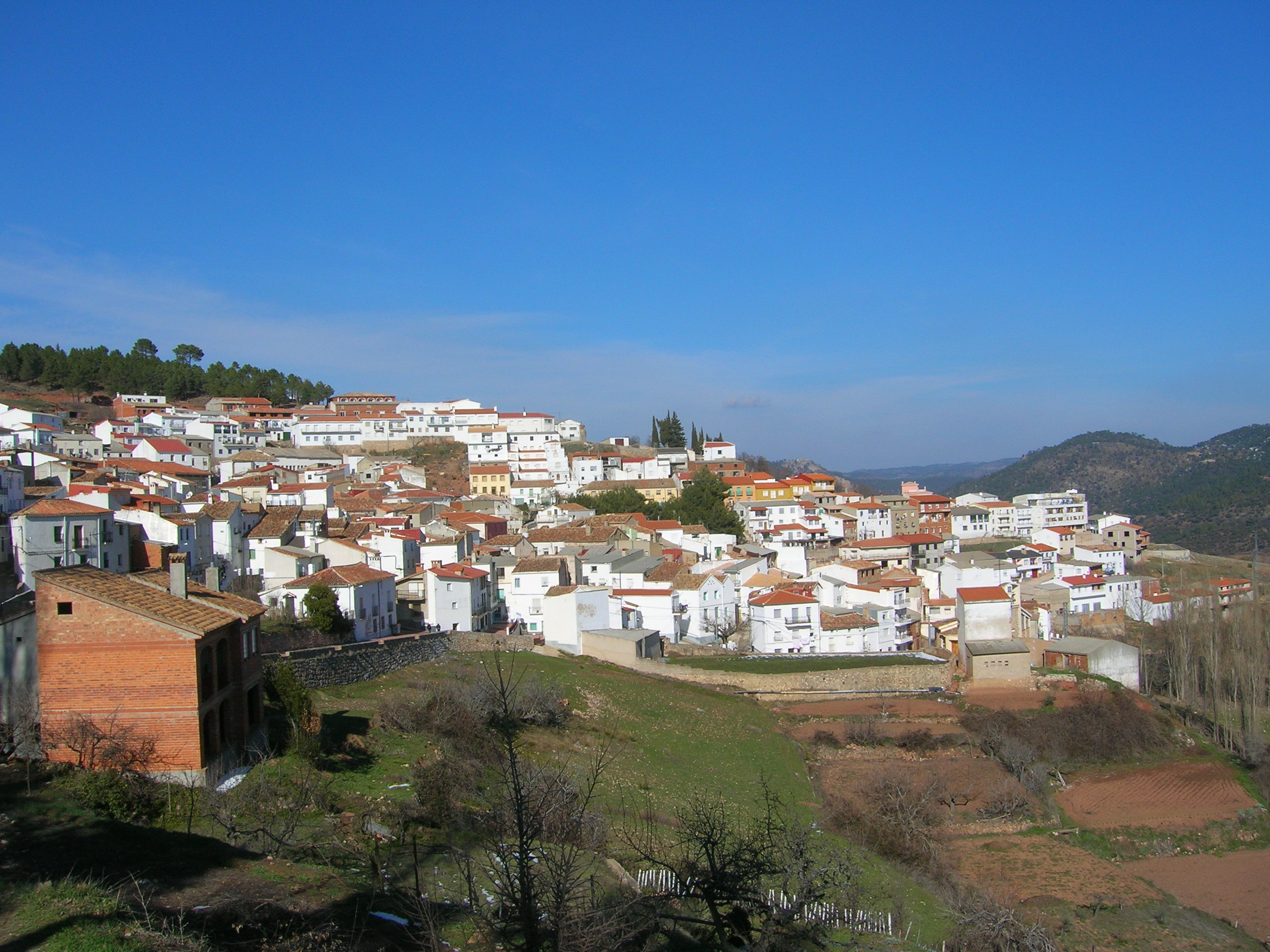
Paterna del Madera.

| «                             | Una cova situada entre el Riu Madera i Casa Rosa (a l'est de la província de Jaén), coneguda com la cova de l'Encantada, on en les matinades de la nit de Sant Joan apareixia una dama vestida de blanc, amb llargues cabelleres, pentinant-se. | » |
| — Recopilat per Antonio Selva | |   |

### Puerto Lumbreras
| «                             | Expliquen que en una certa ocasió quan fosquejava, un pastor gairebé ancià va trobar al costat d'un baladre a una bella dama. Aquesta li va cridar i li va donar a triar entre una pinta d'or, que sostenia en una mà, o la seva persona. L'ancià va triar la pinta i la jove lamentant-se va etzibar: ai, que m'has encantat per cent anys més! i va desaparèixer després d'una resplendor. | » |
| — Recopilat per Antonio Selva | |   |

### Villarrobledo

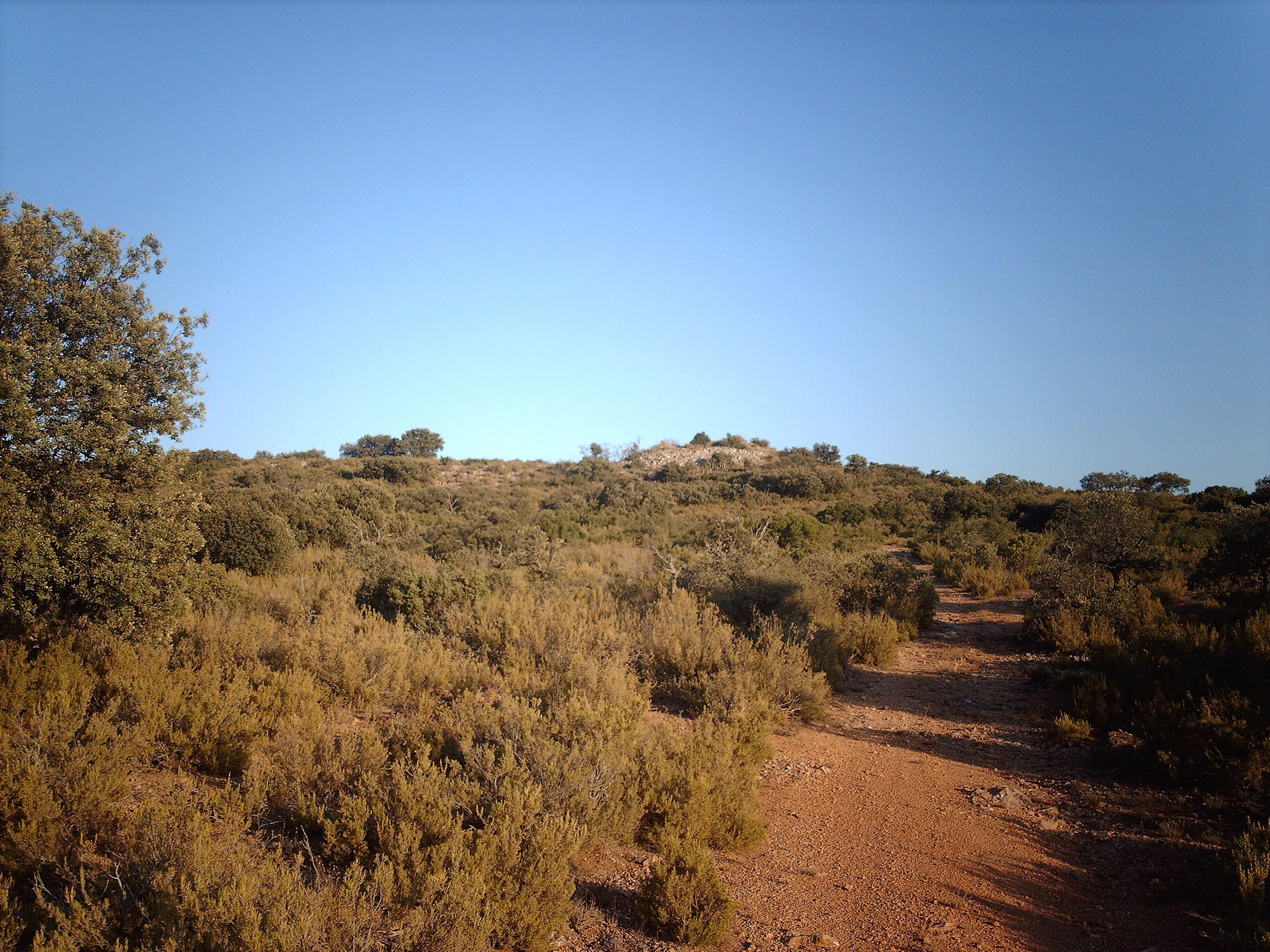
La Encantá a Villarrobledo (Albacete)

En aquesta versió apareixen els elements fonamentals: bellíssima jove, la maledicció (o encantament), la pinta d'or o la Nit de Sant Joan. No obstant això, el peculiar és que uneix la llegenda amb la realitat posat que, efectivament, a la zona hi ha un castell i altres propers
i creixen "flors rares que no es poden trobar en un altre lloc".
Resum del text recopilat per Elvira Menéndez i José María Álvarez: 
| «                                                    | En la nit dels temps, una jove i bellíssima princesa anomenada Dulciades, filla del senyor d'un castell, és raptada per Draskolín, un príncep malvat i depravat fill d'Hastrano, senyor d'un altre castell veí. El cruel príncep dona mort a la institutriu de la princesa que, abans de morir, pronuncia una maledicció contra ell. Amb motiu d'aquesta maledicció el príncep mor en una de les seves freqüents corregudes i, com a càstig, el seu pare tanca a la princesa en una masmorra. Després ordena a la bruixota Nasanta que prepari un verí per matar a la princesa. Quan l'hi ha subministrat, s'apareix la institutriu i apareda a la bruixa, encara que no pot evitar que el beuratge faci part del seu efecte. Només aconsegueix que la princesa dormi en un estat letàrgic fins que, una vegada a l'any cada Nit de Sant Joan, desperti. Aquesta nit apareix L'Encantada, una delicada i bellíssima jove de cara clara, pentinant la seva llarga i bella cabellera amb una pinta d'or, per regar i cuidar unes flors estranyes que només creixen allí. Altres versions de la llegenda afegeixen que, si la veus i et mira fixament els ulls, ocuparàs el seu lloc. | » |
| — Recopilat per Elvira Menéndez i José María Álvarez | |   |

### Rojals

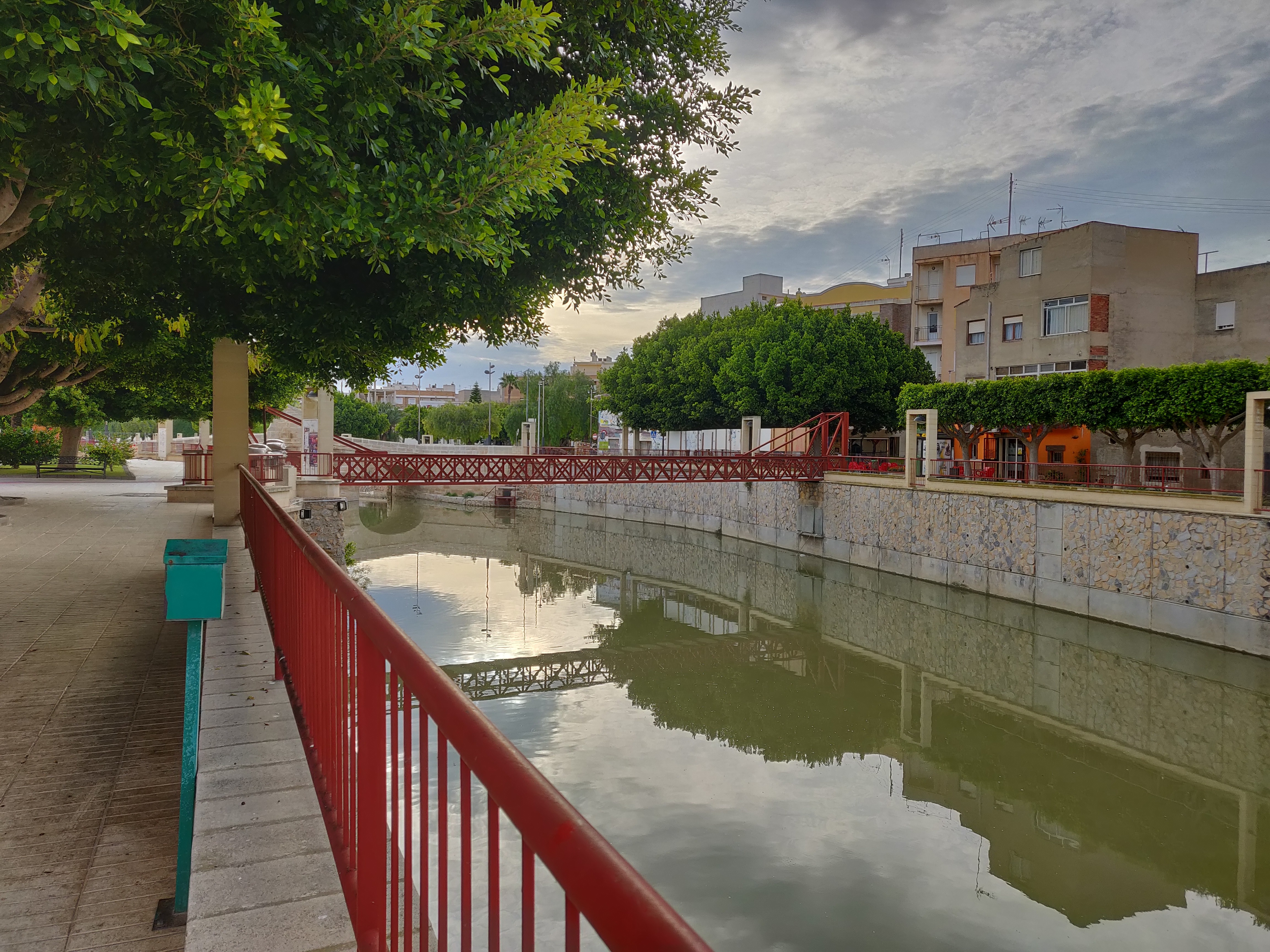
El Malecón de la Encantá a Rojals

L'Encantà és una llegenda tradicional de Rojals, un poble del Baix Segura. La història explica que fa ja bastants segles, en l'època medieval, una princesa àrab anomenada Zulaida o Zoraida s'enamora d'un príncep cristià, provocant les ires del seu pare, el rei moro, que la maleeix a viure per sempre encantada dins de la muntanya rodona anomenada Cabezo Soler, al costat del riu Segura, en el camí que va del poble de Rojals a Guardamar. Tots els anys, i només en la Nit de Sant Joan, l'Encantà s'apareix en el Cabecico Soler perquè algú l'alliberi. Si algun home valent es troba amb ella, l'Encantà li demanarà que la porti en braços fins al riu Segura per banyar els seus peus i així poder trencar el malefici. Però per a l'home que la porta, l'Encantà es fa cada vegada més pesada, per no esmentar als monstres que surten a la seva trobada, provocant que el pobre valent caigui defallit al sòl deixant anar a la princesa i carregant al seu torn amb una nova maledicció, la de morir trepitjant-se la llengua.
Aquesta llegenda ha estat recordada gràcies a la tradició oral i a la novel·lització de l'escriptor Fausto Cartagena. També existeix una obra teatral escrita per Salvador García Aguilar, que va ser dirigida amb gran èxit pel famós director Alberto González Vergel i un migmetratge amb títol La Llegenda de l'Encantà, dirigit per Francisco Jorge Mora García i Joaquín Manuel Murcia Meseguer en l'any 2002 i que va obtenir l'Esment Especial en la seva categoria en el Festival Internacional de Cinema Cinema Jove de València. Anys després, el compositor Francisco Jorge Mora García, va compondre diverses peces instrumentals i corals inspirades en la llegenda de l'Encantà («Nit de Sant Joan», «Tema de Zulaida», «Batalla en el Cabezo Soler»…).

### Resum de localitats
Aquesta és una llista, no exhaustiva, de llocs de la geografia espanyola on s'han recollit llegendes sobre encantades:
| Municipi               | Província   | Lloc                                | Elements | Localització                           |
| ---------------------- | ----------- | ----------------------------------- | --- | -------------------------------------- |
| Aramayona (Mari)       | Àlaba       | Amboto                              | Jove bellíssima, llarga cabellera, cova, pinta                                                                       |                                        |
| Baza                   | Granada     | Terrera dels Argálvez               | | 37° 29′ N, 2° 46′ O / 37.483°N,2.767°O |
| Barchín del Hoyo       | Conca       | Cerro de la Mora Encantada          | |                                        |
| Caravaca de la Cruz    | Múrcia      | Las Tosquillas                      | | 38° 06′ N, 1° 52′ O / 38.100°N,1.867°O |
| Carrascosa del Campo   | Conca       | Cova del Sot o de la Mora Encantada | |                                        |
| Zegama (Mari)          | Guipúscoa   | Aketegi                             | |                                        |
| Granada                | Granada     | Cova de l'Encantada (Montes Claros) | | 37° 10′ N, 3° 36′ O / 37.167°N,3.600°O |
| Granátula de Calatrava | Ciudad Real | Cerro de l'Encantada                | |                                        |
| Hellín                 | Albacete    | Cova de la Camareta                 | | 38° 30′ N, 1° 42′ O / 38.500°N,1.700°O |
| Horcajada de la Torre  | Conca       | Cerro de la Creu                    | |                                        |
| Illana                 | Guadalajara |                                     | |                                        |
| Isso                   | Albacete    | Cerro del Castillo (Torre Almohade) | |                                        |
| Moratalla              | Múrcia      | Rierol Benamor                      | | 38° 11′ N, 1° 53′ O / 38.183°N,1.883°O |
| Montijo                | Badajoz     | Laguna de les encantás              | |                                        |
| Munera                 | Albacete    | Cerro del Castell de Munera         | | 39° 03′ N, 2° 12′ O / 39.050°N,2.200°O |
| Narón (moura)          | Corunya, La | Pena Molexa                         | |                                        |
| Ourense (moura)        | Ourense     | Muntanya das Cantariñas             | |                                        |
| Paterna del Madera     | Albacete    | Cova de l'Encantada (riu Madera)    | | 38° 33′ N, 1° 20′ O / 38.550°N,1.333°O |
| Picazo, El             | Conca       | Penyal de l'Encantada               | |                                        |
| Puerto Lumbreras       | Múrcia      | Rambla Nogalte                      | | 37° 34′ N, 1° 49′ O / 37.567°N,1.817°O |
| Rojals                 | Alacant     | Cabezo Soler                        | | 38° 05′ N, 0° 43′ O / 38.083°N,0.717°O |
| Sangonera la Seca      | Múrcia      | Cova Mayayo                         | |                                        |
| Santa Cruz de la Zarza | Toledo      | Cerro de la Encantada               | | 39° 58′ N, 3° 11′ O / 39.967°N,3.183°O |
| Torrejoncillo del Rey  | Conca       | Cerro de la Mora Encantada          | |                                        |
| Uclés                  | Conca       | Cova de la Mora Encantada           | | 39° 58′ N, 2° 51′ O / 39.967°N,2.850°O |
| Villarrobledo          | Albacete    | Cerro la Encantá                    | Jove bellíssima, llarga cabellera, castell, noces per força, pinta d'or, flors estranyes i úniques, Nit de Sant Joan | 39° 16′ N, 2° 36′ O / 39.267°N,2.600°O |

## Ubicacions

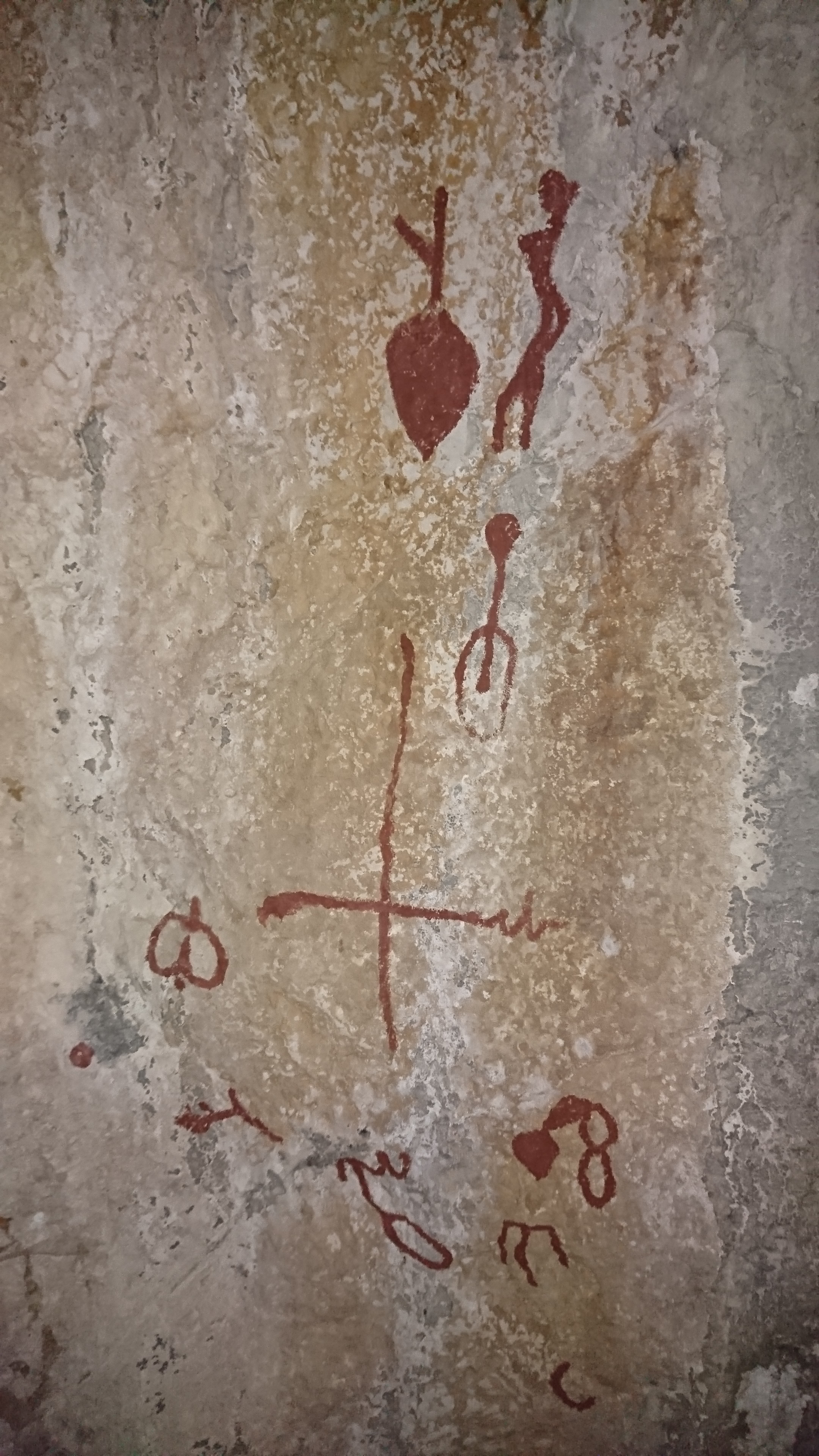
Pintures rupestres a la Cueva de la Encantada de Luque (Còrdova)

La diversa denominació d'aquesta figura, arrelada en temps remots, depèn del lloc on existia la creença popular sobre aquesta divinitat, de l'aigua com generadora de vida i la feminitat, les quals, afavorint la fertilitat regenerant la natura. En termes de mitologia la denominació ‘fada’ és posterior a l'origen prehistòric de ‘dona d'aigua’ i engloba diverses figures. Es troben relats sobre aquestes llegendes en zones de la geografia de la Catalunya interior agrícola (Solsonès, Montseny, Vall del Tenes, etc.) i als dos vessants de tot el Pirineu així com en el País Basc.

### Toponímia
El terme “encantada” és bastant habitual en la toponímia espanyola i, normalment, sol designar el lloc concret on es produeix la seva aparició. Gálmez de Fuentes considera aquest topònim com una explicació o adaptació a posteriori del terme preromà *kanto (pedra, riba pedregosa). Un altre paral·lelisme és que, en aquests llocs, solen existir jaciments arqueològics, per la qual cosa es considera un indicador bastant fiable en la prospecció prèvia.
Moltes vegades el topònim sol presentar-se sota la forma “mora encantada” el que pot induir a creure que els jaciments són d'època hispanomusulmana. No és cert, de fet molts d'ells solen ser anteriors i posen de manifest una pervivència de substrats culturals que reflecteixen l'antiguitat i el record històric del lloc, relacionats probablement amb els moros de la mitologia pirinenca. Una altra explicació per a aquestes suposades mores (que es tracta d'una adaptació al castellà del gallec mouras que designa a les encantades de Galícia i Portugal) pot estar relacionat amb el terme preromà *mor (túmul, munt de pedres) i, al seu torn, amb els morres, poblats típics del Bronze Manxec. Tampoc està gaire lluny, etimològicament, d'aquestes mores i moures el nom de la deessa basca Mari.
En transmetre's de generació en generació i en estar situada en paratges molt coneguts i volguts pels vilatans, se sol pensar que la llegenda és exclusiva i privativa de cada localitat on es presenta; no obstant això són múltiples els pobles d'Espanya (especialment del sud-est) on, amb major o menor riquesa de detalls i variants, van existir presumptes donzelles encantades.
Pel que fa als Països Catalans, són nombrosos els indrets que duen noms relacionats amb encantades, entre ells els següents:
- Bac de l'Encantada a Oleta i Èvol (Conflent)
- Cova de les Encantades a Queralbs (Ripollès)
- Agulla de l'Encantada, una muntanya de Coll de Nargó (Alt Urgell)
- Serra de l'Encantada a Alcarràs (Segrià)
- Cova de les Bones Dones o de les Encantades a Cabrera de Mar (Maresme)
- Barranc de l'Encantà, un afluent del Serpis a Beniarrés (Comtat)[41]
- Molí de l'Encantà a Planes (Comtat)